# Prabal Gurung
Prabal Gurung (प्रवल गुरुङ; Singapore, 31 marzo 1979) è uno stilista nepalese.

## Biografia
Prabal Gurung è nato in Singapore e cresciuto a Kathmandu, Nepal. Ha frequentato la scuola superiore St.Xavier, una rinomata scuola di gesuiti a Kathmandu, dove ha terminato i suoi studi.
Ha iniziato la sua carriera di fashion designer a Nuova Delhi, India. Mentre studiava al National Institute of Fashion Technology di Nuova Delhi, ha lavorato come apprendista presso diverse produzioni locali e case di moda, ma soprattutto ha disegnato a fianco allo stilista Manish Arora.
A Melbourne e a Londra aiutava gli stilisti durante le sfilate di moda e per la pubblicazioni internazionali.
Nel 1999 Gurung si trasferisce a New York City, dove fa da stagista per Donna Karan, frequentando la Parsons School of design.
Nel primo anno gli è stato assegnato il premio come miglior stilista al concorso di progettazione annuale Parsons/FIT. Dopo Parsons, Gurung ha trascorso due anni con il team di progettazione di Cynthia Rowley. Poco dopo è diventato direttore presso Bill Blass. Dopo cinque anni di meritati successi con Bill Blass, Gurung lancia la sua collezione Prabal Gurung. Nel 2010 è stato il destinatario del Ecco Domani Fashion Fund Award e ha ricevuto una nomination per il CFDA Swarovski Womenswear Award 2010.
Prabal Gurung ha lanciato la sua prima collezione durante la settimana della moda di New York, nel febbraio 2009 al FLAG Art Foundation nel Chelsea. Per la stagione Autunno 2010, ha messo in scena il suo spettacolo nelle tende del Bryant Park. Gli abiti di Gurung sono indossati da Michelle Obama, Demi Moore, Zoe Saldana, Leighton Meester, Carey Mulliga, Rachel Weisz e Oprah Winfrey.
A novembre del 2010 Prabal si è classificato secondo per il CFDA/Vogue Fashion Fund 2010.
Di recente ha lavorato con l'artista Rye Rye, presentando la sua collezione nel video per il singolo New Thing.
A dicembre del 2011 è stato nominato Chief designer per il rilancio della collezione ICB in Europa e in America..